# هارفي دبليو. سكوت
هارفي دبليو. سكوت (بالإنجليزية: Harvey Whitefield Scott)‏ هو صحفي ورئيس تحرير أمريكي، ولد في 1 فبراير 1838 في إلينوي في الولايات المتحدة، وتوفي في 7 أغسطس 1910 في بالتيمور في الولايات المتحدة.